# Nanjiang
Nanjiang, tidigare stavat Nankiang, är ett härad som lyder under Bazhongs stad på prefekturnivå i Sichuan-provinsen i sydvästra Kina.